# Villa Cacique
Villa Cacique (Est. Alfredo Fortabat) (también conocida antiguamente como La Calera y km 404) es una localidad del partido de Benito Juárez, en el sur de la provincia de Buenos Aires, Argentina. 
Por sus pintorescos paisajes es un reconocido centro turístico. Está ubicado a 64 km de la ciudad de Tandil. En este lugar se festeja la fiesta de la frambuesa en el mes de febrero en el complejo Loma Negra. Se encuentra a 5 km del vecino pueblo de Barker.

## Geografía
Se encuentra en una zona de sierras bajas, en una depresión tectónica estrecha correspondiente a las sierras de Tandil. Pertenece al partido de Benito Juárez, encontrándose a 54 km de la ciudad cabecera del partido y a 60 km de Tandil, La vía de comunicación entre ambas ciudades es la ruta 80.

## Historia
Villa Cacique se estableció a fines del siglo XIX cuando aprovechando las características de la zona se construyó una fábrica de cal llamada La Calera. Este hecho, la existencia de un indígena en la zona al que llamaban "cacique" hacen que esta localidad se la conozca indistintamente como La Calera, Villa Cacique y además de recibir los nombres de km 404 y Estación Fortabat. A comienzo de 1950 se instaló la fábrica Loma Negra estableciendo un horno para fabricar cemento, y en 1955 la compañía empezó a establecer un pueblo minero con una base de cincuenta habitantes en parte empleados de la empresa, con el crecimiento de la empresa el núcleo urbano fue creciendo hasta superar a la localidad vecina de Barker.

## Demografía
La población de la localidad fue siempre en su mayoría obreros de la fàbrica La Calera. A fines del siglo XIX la misma era escasa y estaba radicada en caseríos dispersos en la zona, a mediados de la década de 1950 había cerca de 45 habitantes y tuvo un pico poblacional en 1961 cuando la empresa decidió instalar un segundo horno, debiendo contratar nueva mano de obra, atrayendo población de otras localidades argentinas y países vecinos llegando a un pico de 2000 habitantes, para los cuales se debió construir viviendas y otro tipo de edificios para permitir satisfacer sus necesidades básicas. El pico poblacional máximo fue de 3200 habitantes según el censo de 1980, lo que representa el 27 % del total poblacional del partido de Benito Juárez, una mejoría al 9,2 % obtenido en el censo de 1960 y mucho mejor que el 19% obtenido en el censo de 2010. 
El censo de 2010 dio un total con 2,689 habitantes (Indec, 2010), lo que representó un incremento del 55.5% frente a los 2,013 habitantes (Indec, 2001) del censo anterior.
| Gráfica de evolución demográfica de v entre 1970 y 2010 |
|                                                         |
| Fuentes: INDEC                                          |

La principal actividad de los pobladores es la industrial, la actividad agrícola-ganadera no tiene influencia en la localidad porque está asociada a las grandes ciudades cercanas. La zona posee estancias muy grandes por lo que solamente algunos pequeños productores tiene su domicilio en la localidad. Cuando cerró la fábrica, se debió buscar otra alternativa para generar empleo, y evitar de ese modo la migración de los jóvenes a otros destinos con el consecuente envejecimiento de la población. Una de esas alternativas fue la instalación de una cárcel en la localidad que generó más de 300 puestos de trabajo. Además se impulsó el turismo en la zona y se mejoró las rutas 80, vía que une las rutas 226 con la 86 con el propósito de unir la localidad con el puerto de Quequén.
El establecimiento carcelario provocó un desfasaje poblacional en la medición del censo 2010 que midió más del 30% de crecimiento poblacional respecto al censo 2001. El desfasaje se produjo porque la población medida incluyó a los reclusos, 695 personas de sexo masculino, si estas personas no son tenidas en cuenta la población se mantuvo estable entre los dos períodos y está muy por debajo del pico medido en 1980.
En 2001 la población entre 15 y 64 años (considerada en condiciones de trabajar) alcanzaba el 65,6% mientras que en 2010 descendió al 63%, y asimismo mostró un menor número de habitantes adolescentes, presumiblemente por el cierre de la planta que al generar dudas sobre el futuro económico provocó un descenso en la natalidad. Asimismo es notorio el descenso del número de pobladores masculinos de entre 20 y 30 años lo que supone que más hombres abandonan la localidad al terminar sus estudios secundarios que mujeres. Pero a su vez se incrementa el número de varones mayores de 30 años lo que sugiere que a partir de esa edad migran hacia la localidad.

### Calidad de vida
El nivel de pobreza es menor al 3% del total poblacional, un valor mucho mejor al 9% nacional. Pero es baja la tasa de propiedad (cantidad de habitantes dueños de su hogar). 
Las tasas de desempleo son altas comparadas con los valores regionales, la tasa de actividad es muy baja lo que indica que hay mucha gente desempleada. Asimismo los valores reflejan que la localidad tiene muy poca disponibilidad de empleos especialmente para las mujeres.

## Economía

### Industria

#### Fábrica La Calera
A fines del siglo XIX, la familia Vannoni instaló un horno de cal a leña artesanal para procesar caliza cocida y caliza para pisos asentándose los primeros habitantes en las cercanías. Luego la familia vende a la empresa a San LLorente y Cía en 1905 construyó cinco hornos de cal empleando 40 obreros, posteriormente en 1937 la compañía vende la fábrica a Alfredo Fortabat quien instaló a mediados del siglo XX una fábrica de cemento, iniciando primero, en 1956 con un solo horno. Los primeros operarios fueron un gran porcentaje de la población ya instalada en la zona. En 1961 se instaló un segundo horno y amplió su planta laboral a 2000 empleados, llegando de diferentes partes del país y de Chile y Bolivia. Esta radicación de gente obligó a la empresa a construir nuevos barrios, la instalación de un centro comercial transformando a la localidad en una población industrial. Además debió establecer los elementos necesarios para el esparcimiento de los habitantes, como el club social, el balneario entre otras comodidades.
La necesidad de transportar los productos del establecimiento dio pie a la instalación de la estación de ferrocarril y a la fundación de la vecina localidad de Barker en unos terrenos pertenecientes a la familia Santamarina.
A partir de la década del 80 cambió la relación entre la fábrica y la sociedad, la automatización de algunas tareas, como la carga y descarga del material provocó una flexibilización laboral. La reducción de la mano de obra humana se agravó con las crisis económicas que vivió Argentina a fines de los ochenta y la década del 90, que desencadenó en 2001 el cierre de la planta. En consecuencia la población comenzó a mostrar características de envejecimiento por la emigración de los jóvenes que debían buscar empleo en otras localidades.
La fábrica permaneció cerrada hasta 2006, año que reabrió con 302 empleados, de los cuales 200 son contratados por Loma Negra y 102 por contratistas que trabajan con dicha firma. De estas personas, 249 viven en la localidad o en la vecina Barker.

#### Otros emprendimientos industriales
Una herrería que se inició como contratista de Loma Negra logró ampliar su producción a la zona, abasteciendo la industria de autopartes de Tandil. Se trata de un emprendimiento familiar de tipo artesanal.
Otro emprendimiento es el de bloques de cemento, establecido hace diez años por una persona que posteriormente lo deja a cargo de un empleado. La característica es que vende a pedido sin realizar ningún tipo de publicidad, le vende a pobladores que se acercan a realizar un pedido y en algunas ocasiones a clientes de localidades cercanas. Tiene además algunos clientes fijos, comercios de materiales de la zona.

### Agricultura-ganadería
Existen establecimientos rurales de tamaños mediano y grande con muy buenos rendimientos. Pero no están relacionados mayormente con el área urbana local, se vinculan con otras ciudades más grandes. En consecuencia no es la mayor fuente de empleo de la localidad.

### Minería
Canteras de arcilla con cuatro tipo de variedades con las que se puede fabricar ladrillos refractarios, azulejos, loza blanca, cerámicas entre otros productos. Además se extrae granito que se distribuye como árido. Se extrajo en niveles dolomoticos y se intentó aprovechar los niveles ferríferos pero no se pudo continuar por la falta de reservas y la calidad del elemento. Existen once canteras de arcillas funcionando en la zona y una de caliza las cuales generan ingresos económicos particulares para la municipalidad.

## Cultura y educación

### Escuelas
En Villa Cacique hay un jardín de infantes, dos escuelas primarias, una escuela secundaria y la Casa de la Cultura. Dentro de la unidad carcelaria hay una escuela primaria y un Centro de Formación Agrotécnico, que depende de una escuela de Juárez.

## Gobierno
Como toda localidad argentina, el gobierno se divide en poderes ejecutivo, legislativo y judicial. El primero de todos lo ejerce el delegado municipal que depende de la Municipalidad de Benito Juárez y tiene su sede en la vecina localidad de Barker.

## Unidad Penitenciaria 37
El cierre de la fábrica La Calera provocó la necesidad de buscar otras fuentes de empleo, una de esas alternativas fue la instalación de unidad carcelaria que pasó a ser junto a la empresa Loma Negra una de las principales fuente de empleo de la localidad. Emplea 383 personas, la mitad pobladores de esta localidad, para atender un total de 762 internos (capacidad màxima de la cárcel establecida por el Poder Judicial).
Los internos realizan diferentes tipos de actividades, funciona una escuela primaria y una secundaria, un Centro de Formación Profesional y una escuela agrotécnica. Y además realizan diferentes labores manuales, artísticas.

## Turismo
La actividad turística, iniciada a consecuencia del cierre de la fábrica, incluye prácticas de escalamiento en las sierras Cuchillas del Águila que tienen placas, fisuras, chimeneas, diedros, techos, cavernas naturales entre otros elementos. Además se puede practicar rapel, escalada. cabalgatas o realizar caminatas. El inconveniente es que las sierras se encuentran dentro de propiedades privadas y la actividad de escalada se realizó de manera ilegal. Alrededor del año 2000 se formalizó el acceso pero debido a un conflicto entre los propietarios se volvió a clausurar el paso. Otro contratiempo es que la zona no posee terrenos adecuados para desarrollar las instalaciones adecuadas que son prácticamentes nulas.

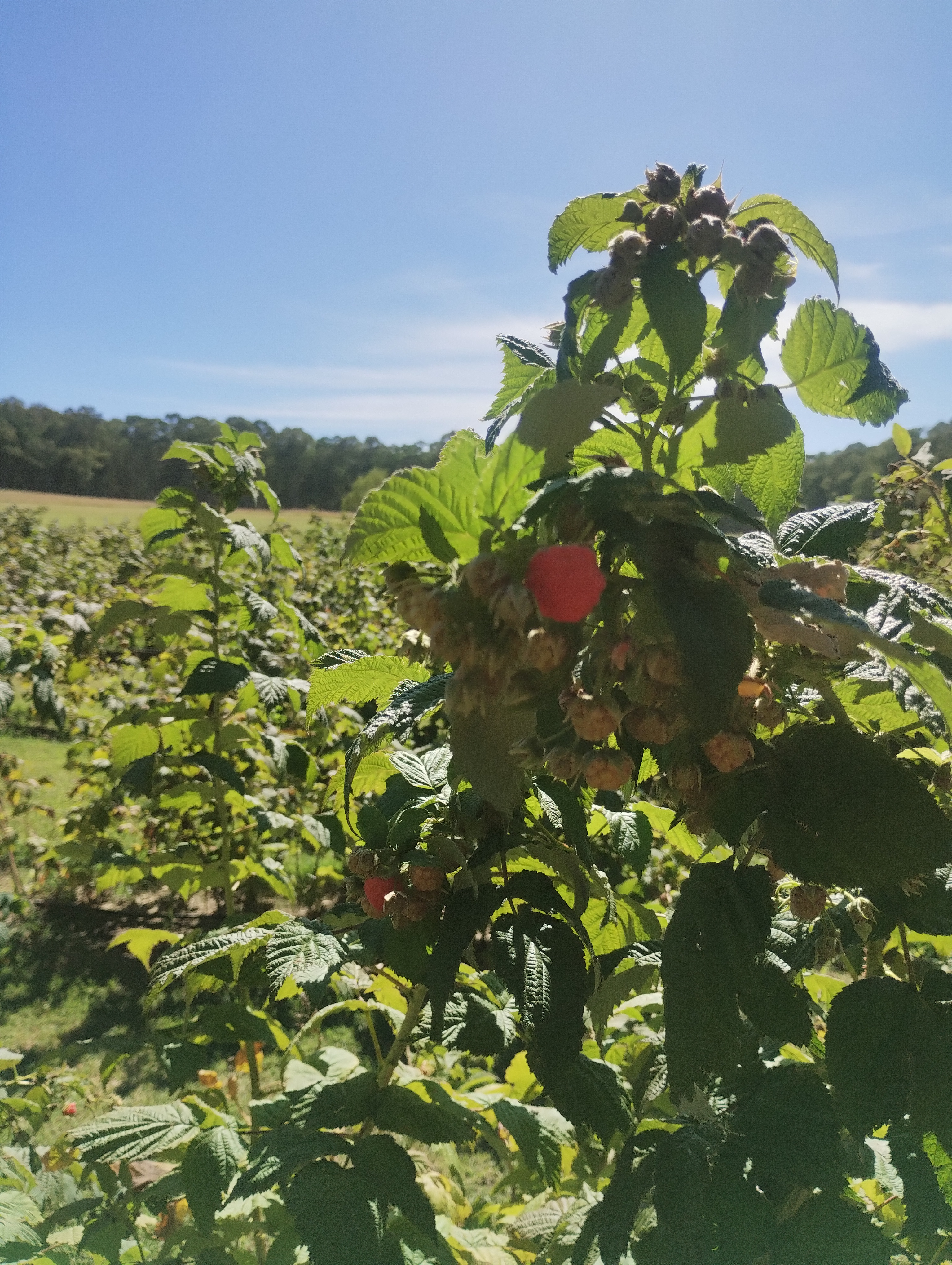
Plantación de frambuesas (Rubus idaeus) en Villa Cacique

En la localidad se realizan anualmente encuentros de motos y mountain bike, la Fiesta del Dulce Casero y la Fiesta Provincial de la Frambuesa. Esta última fiesta se desarrolla en febrero desde el año 2003 en las instalaciones del Club Loma Negra. Allí se establecen ferias artesanales, exposiciones de productores de la región y otros tipos de exhibiciones y shows musicales. En su edición N° 22, por ejemplo, han pasado su escenario músicos y bandas musicales como Nahuel Pennisi, El Plan de la Mariposa, Cruzando el Charco y La Nueva Luna. Finalizando las jornadas de tres días, se elige a la Reina Nacional de la Frambuesa.
Posee un único bar, Bar El Cacique.,  el cual es parte de un plan de puesta en valor de bienes culturales.
La localidad posee escasa infraestructura hotelera para albergar a los participantes, solamente un hotel con 10 habitaciones y algunas cabañas que permiten albergar entre dos y siete personas.
La localidad atrajo a 150000 turistas hasta el año 2004, ese año se habilitaron sesenta comercios relacionados con el turismo generando 148 puestos de trabajo.  En 2004 en particular 42 mil personas eligieron el pueblo como lugar de sus vacaciones dejando 1646900 de pesos en concepto de gastos de su estadía.

## Infraestructura

### Agua, luz y gas
La localidad posee suministro de agua potable, luz eléctrica y gas, aunque una gran parte de la localidad es provista de agua por un tanque ubicado en la antigua fábrica, hay un proyecto para unificar la provisión de este servicio. Además está proyectada una planta de tratamiento de líquidos clocales y una red cloacal conectada a la vecina localidad de Barker.

### Calles y transporte
El estado de las calles y caminos son un problema para los ciudadanos ya que en su mayoría se encuentran en mal estado, y en la localidad no existe el transporte público a nivel local pero cuenta con una terminal de ómnibus para recibir y despachar servicios de larga distancia.

### Salud
La localidad cuenta sólo con una sala de primeros auxilios, debiendo recurrir a los centros de salud de mayor complejidad de Tandil y Juárez para los casos de mayor gravedad. Hay un proyecto para hacer más complejos los centros de salud e incluso construir un hospital.

### Viviendas
Hay 826 viviendas en la localidad según el censo de 2010, son diferentes tipos de construcción según la época en que fueron realizadas, y hay un barrio denominado Villa Privada en donde los espacios verdes predominan sobre las construcciones y se combinan árboles grandes con calles onduladas, mientras que en los barrios obreros se observan caseríos producidos en serie. Hay una legislación municipal que exige respetar este estilo arquitectónico aunque los propietarios tienden a no respetar la normativa tratando de dar a su propiedad un estilo único.
Esta citada ley no permite los condominios, solo permite una sola vivienda por lote. Esto es porque no existe un sistema de cloacas para evitar la contaminación de las napas freáticas, se prevé que cuando la red clocal sea construida esta limitación pueda ser revisada.
Otra problemática respecto a la vivienda es el elevado costo de los terrenos lo que hace difícil poseer una vivienda propia y el consecuente aumento de los alquileres por escasear las casas para alquilar.

## Bibliografìa
- Sebastiàn Auguste (2013). BARKER Y VILLA CACIQUE, Informe preliminar de relevamiento de información. UNICEN.
- Municipalidad de Benito Juarez. Barker y sus villas. Archivado desde el original el 19 de marzo de 2017. Consultado el 18 de marzo de 2017.
- Leonardo Solana (2013). Monografía de Graduación, Desarrollo turístico a escala local, en Villa Cacique-Barker: Una mirada desde los actores. Universidad de Mar del Plata.